# Hedesundafjärdarna
Hedesundafjärdarna är delområden av Dalälven inom Hedesunda socken i Gästrikland och Nora socken i Uppland.
Ett 15-tal mindre fjärdar ingår i områdesbenämningen Hedesundafjärdarna, och från väster till öster är dessa : Brofjärden, Hadefjärden, Brokfjärden, Öbyfjärden, Sidlandsfjärden, Gransöfjärden, Bramsöfjärden, Hällskogsfjärden, Viksfjärden, Belgsnäsfjärden, Kattfjärden, Bergfjärden, Fäbodfjärden och Björkfjärden.                                                           
Några exempel på äldre fjärdnamn: Innervallfierd, Söder- och Norrbelgfierd, Blagefjärden och Blägfjärden.